# Брицио, Эдоардо
Эдоардо Брицио (итал. Edoardo Brizio; 3 марта 1846, Турин — 5 мая 1907, Болонья) — итальянский археолог.

## Биография
Эдоардо Брицио учился в Туринском университете, затем (с 1868 по 1871 год) учился в первой итальянской археологической школе, занимался раскопками в Помпеях под руководством Джузеппе Фьорелли и его ассистента, профессора Неаполитанского университета Этторе Де Руджьеро.
В 1872—1876 годах изучал в Риме античную историю и искусство, специализировался на этрусском периоде. В 1876 году основал в Болонском университете кафедру археологии, на которой затем работал до конца своей жизни. С 1881 года работал в Болонском археологическом музее, в 1887 году возглавил его, позднее курировал все археологические работы в Эмилии и Марке, с 1902 года — член Академии деи Линчеи.
Умер в Болонье 5 мая 1907 года.